# Adhemarius cubanus
Adhemarius cubanus är en fjärilsart som beskrevs av Rothschild och Jordan 1908. Adhemarius cubanus ingår i släktet Adhemarius och familjen svärmare. Inga underarter finns listade i Catalogue of Life.